# Nuredin
Nuredin (tatarsko нуреддин, latinizirano: nureddin) je bil naziv sovladarja ali mlajšega vladarja in begovega naslednika zahodnega krila Nogajske horde.  
Ime izvira iz imena Edigejevega sina Nuraddina (vladal 1426–1440). Položaj nuredina je bil uveden leta 1537 za upravljanje nomadov v porečju Volge. Do začetka 60. let 15. stoletja sta bila istočasno imenovana dva nuredina: eden za vodjo krila, drugi pa za vojaškega poveljnika. Kasneje je obe funkciji opravljal sam mirza. Za nuredina je bil običajno imenovan mlajši brat ali sin vladajočega bega. 

## Etimologija
Naslov izhaja iz imena Edigejevega sina. Sama beseda nur-ad-din je arabska (arabsko نور الدين‎), sestavljena iz besed nur - "luč" in din - "vera", "religija". Prevedeno v slovenščino naziv pomeni "luč vere". 

## Sklic
1. ↑   Нураддин. Большая советская энциклопедия: [в 30 т.] / гл. ред. А. М. Прохоров. — 3-е изд. — М.: Советская энциклопедия, 1969—1978.

## Vir
- В.В. Трепавлов. История Ногайской Орды. Москва. Издательская фирма «Восточная литература», РАН